# Alayhan
Koordinaten: 38° 31′ 7″ N, 34° 21′ 16″ O

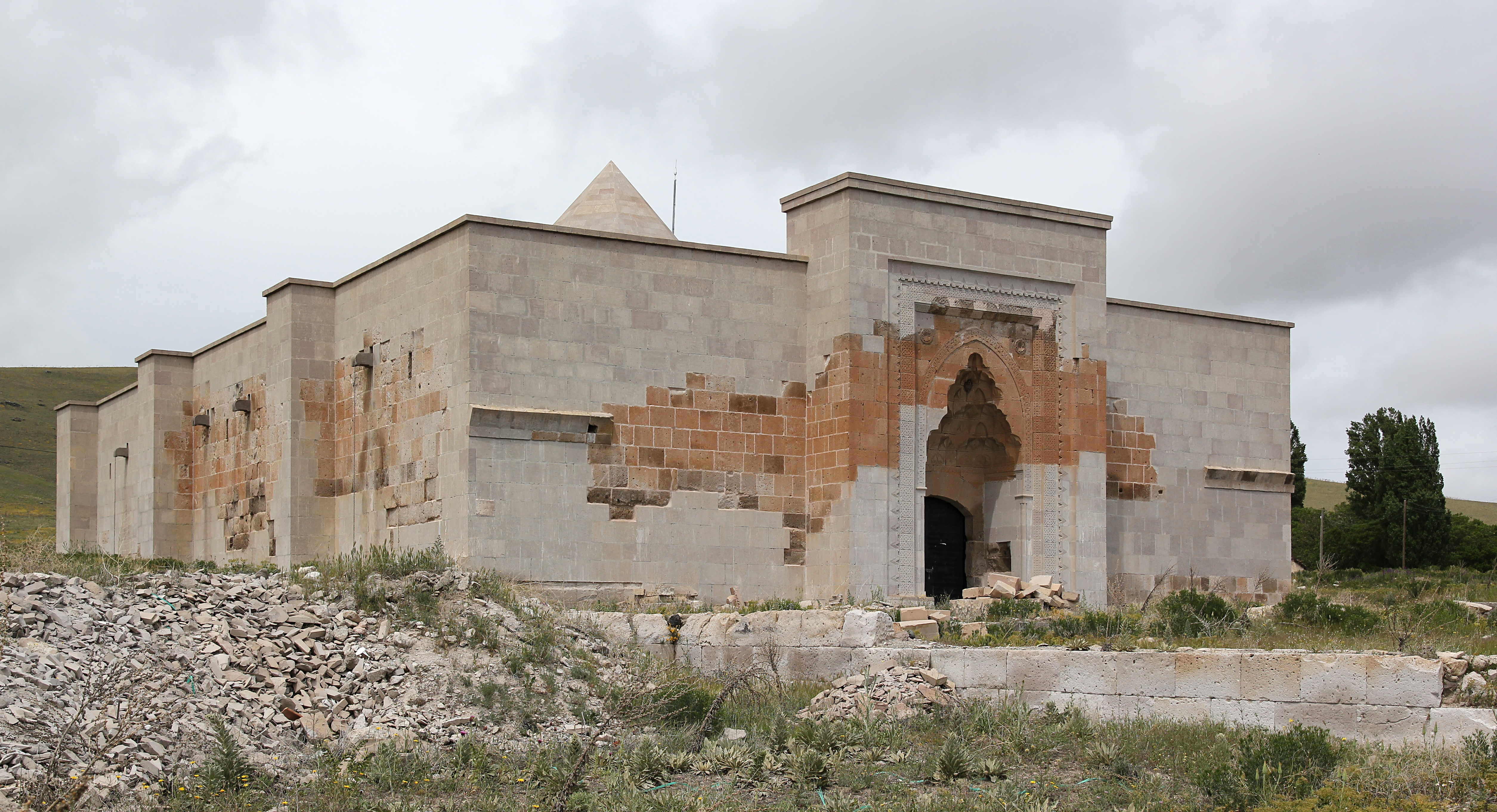
Alayhan von Südwesten

Alayhan (auch: Alay Han) ist der heutige Name einer seldschukischen Karawanserei nahe Aksaray in der gleichnamigen türkischen Provinz. Sie liegt beim danach benannten Dorf Alayhanı im zentralen Landkreis der Provinz, etwa 30 Kilometer östlich der Provinzhauptstadt an der Straße D-300 nach Nevşehir.

## Geschichte
Das Bauwerk wurde als Ribat auf dem Weg von Kayseri nach Aksaray errichtet. Sein ursprünglicher Name war Sultanhan, man nimmt an, dass der jetzige Name Verwechslungen mit anderen Hans dieses Namens verhindern sollte. Möglicherweise geht der Name auf ein Dorf in der Nähe zurück. Der Alayhan ist auch als Pervane Han bekannt. Da auch der Name II. Kılıçarslan Kervansarayı für das Gebäude geläufig ist, wird die Zeit vor 1190 als Entstehungsdatum angenommen. Der rum-seldschukische Sultan Kılıç Arslan II. regierte von 1156 bis 1190. Diese Bauzeit wird durch stilistische Analysen der Ornamentik bestätigt. Der Han gilt damit als ältester Han der Rum-Seldschuken in Anatolien und einer der ältesten überhaupt. Ein Inschriftenblock im Eingang nennt als Architekten Tutbeg bin Bahram al-Khilati, „aus Ahlat“. Dieser ist auch bekannt als Erbauer der Sitte Melik Türbesi in Divriği. Er wird hier zusätzlich als al-najjar, als Holzarbeiter, bezeichnet und war wohl ein reisender Baumeister.

## Aufbau
Das Gebäude hat Maße von etwa 30 × 40 Metern, der Eingang liegt zur Straße ausgerichtet im Süden. Von dem davorliegenden, etwa 40 × 40 Meter großen Vorhof mit verschiedenen Räumen an der Ostseite sind nur noch Mauerreste erhalten. Auch der gedeckte Teil war in sehr ruinösem Zustand und wurde zwischen 2009 und 2012 einer umfassenden Restaurierung unterzogen. Er weist dennoch bereits die bekannten Merkmale der seldschukischen Han-Architektur auf. Dazu zählen das mit Muqarnas geschmückte Portal, das Mittelschiff mit zentraler Kuppel und Okulus sowie sieben Querschiffe auf jeder Seite. Das Portal ist von einem Band mit geometrischen Mustern aus verschachtelten Achtecken und schrägen Swastiken umrahmt. Darüber ist unter den sechs Muqarnasreihen das Relief eines Löwen mit zwei Körpern und einem gemeinsamen Kopf zu sehen.

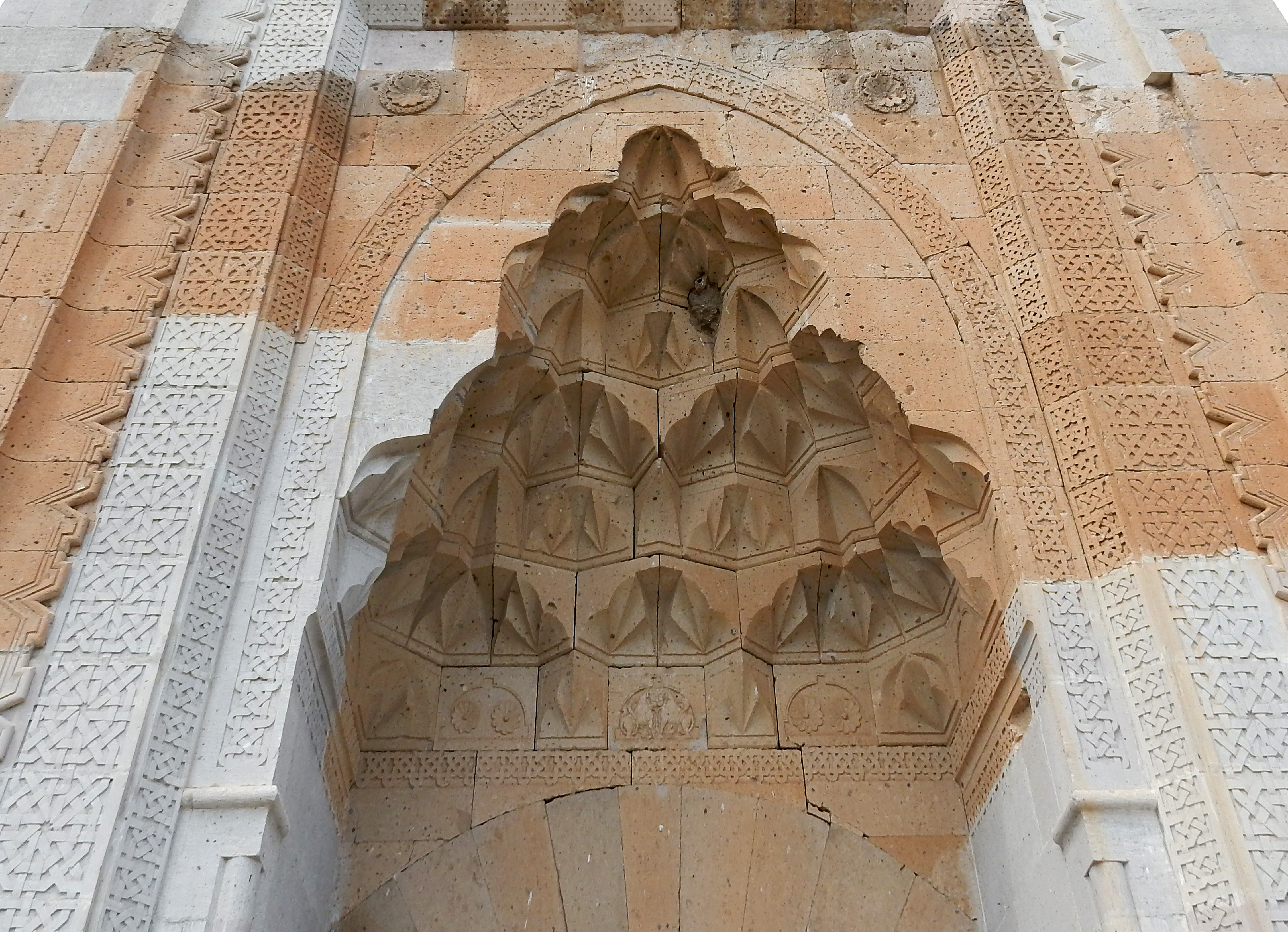
Portal mit Muqarnas und Löwenrelief
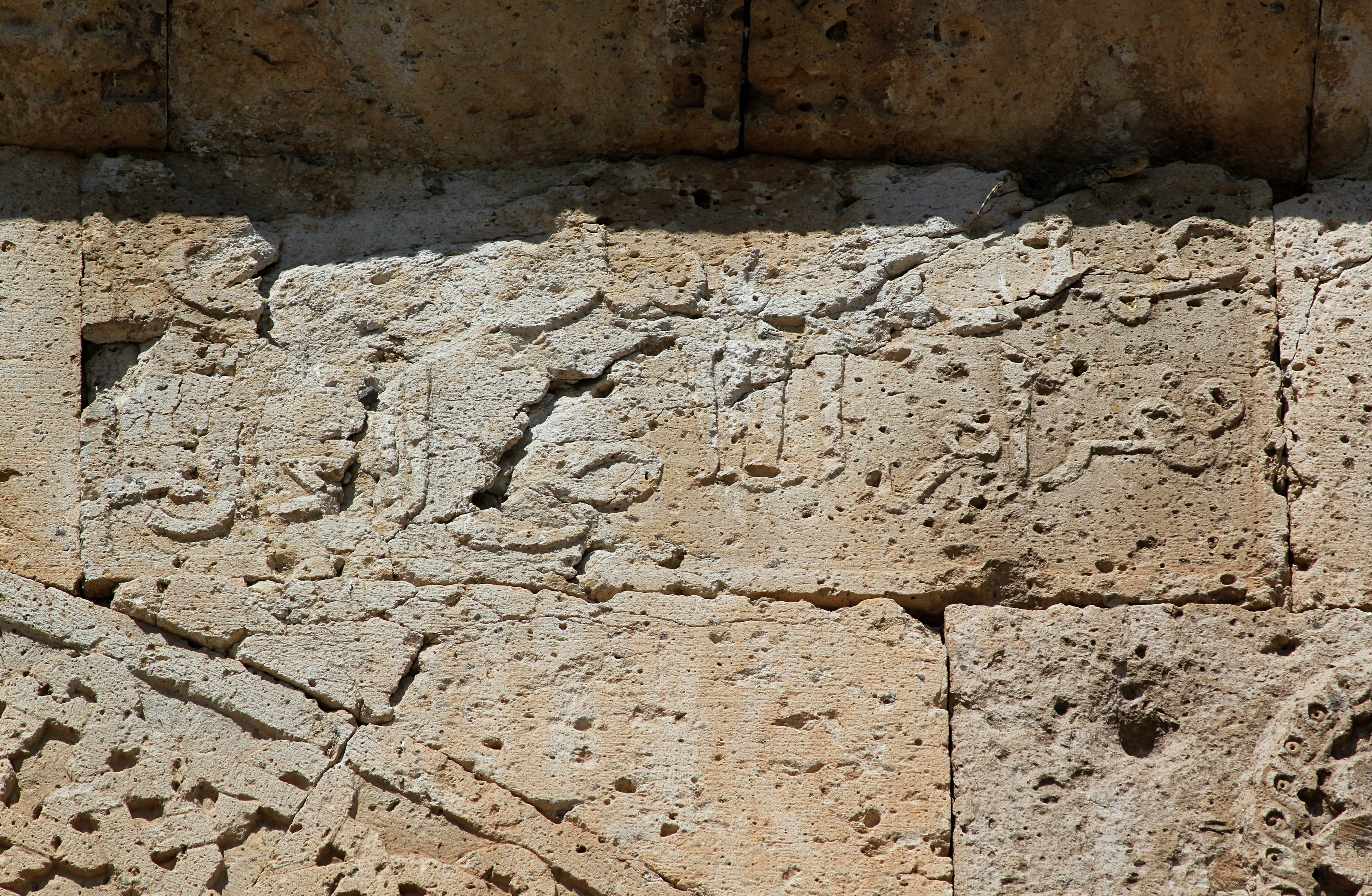
Bauinschrift
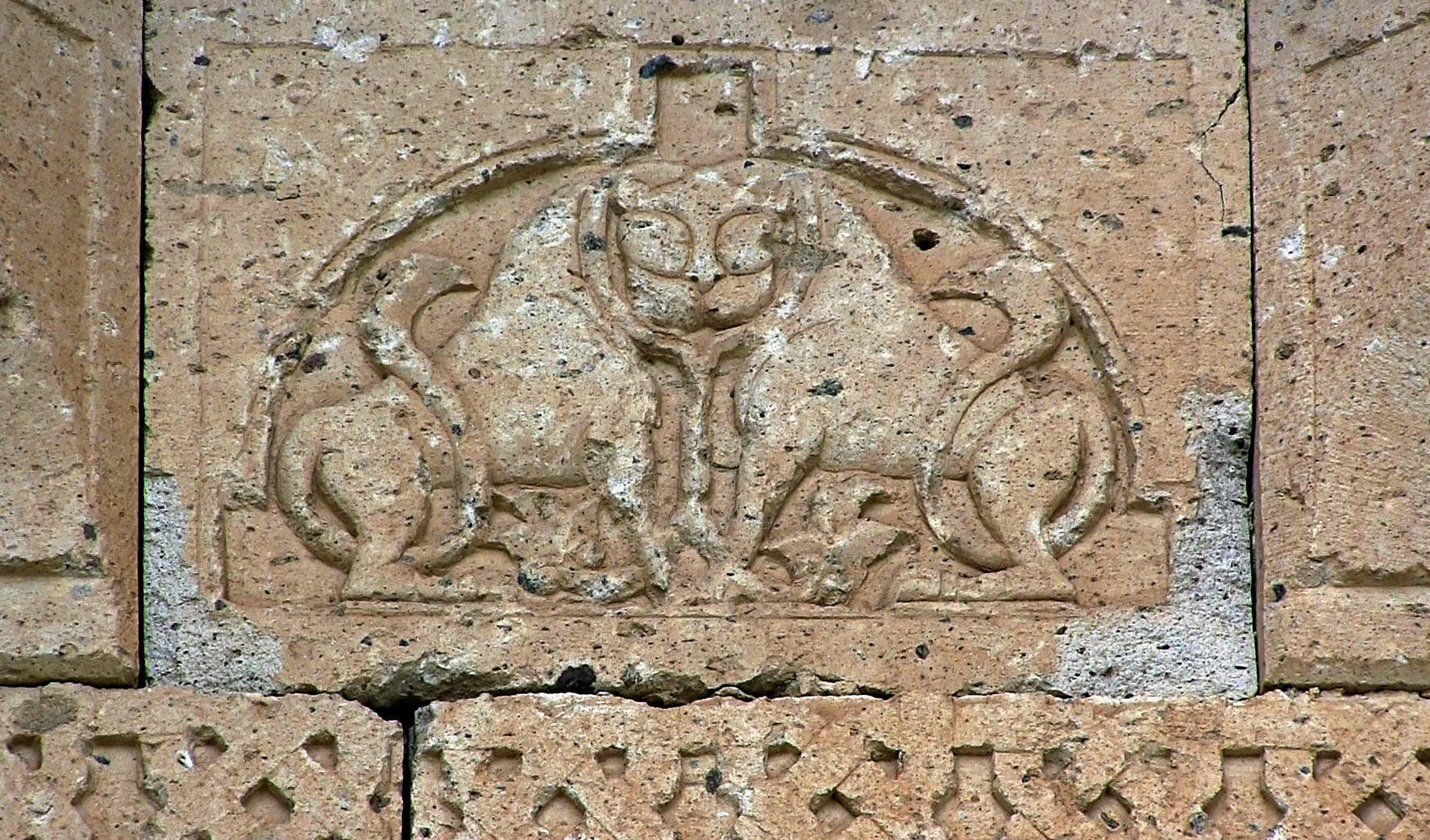
Löwenrelief
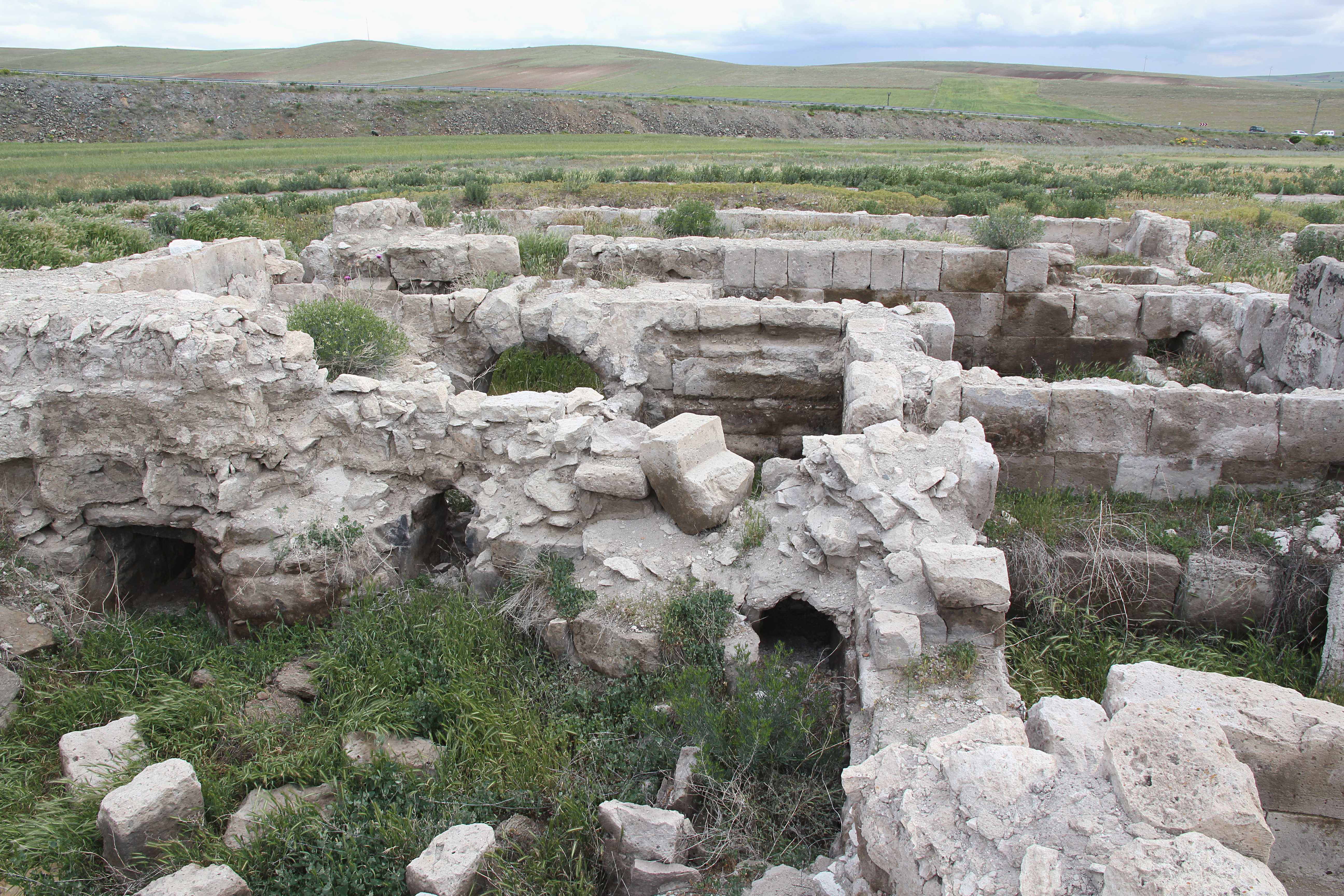
Ruinen von Gebäuden im Vorhofbereich